# Jan Dračský
Jan z Drače (albánsky Gjon Durrsaku nebo Gjoni nga Durrësi, chorvatsky a bosensky Ivan iz Drača, latinsky Johannes de Durachio) ve starší literatuře také jako Jan Řek (chorv./bosen. Ivan Grk, 2. polovina 14. století - počátek 15. století) byl středověký malíř albánského původu. Pocházel z albánského města Durrës (Drač). Byl zakladatelem a rektorem univerzity v Zadaru.

## Životopis
Jan Dračský byl syn Dominika I. Dračského. Je znám jako jedna z osobností, které absolvovaly středověkou univerzitu v Drači.
V roce 1388 se přestěhoval z Drače do Dubrovníku, v té době v Bosenském království.  Od dubrovnického magistrátu získal výpomoc a pronájem domu, aby se mohl věnovat malířské výzdobě v domě Vlaha M. Menčetiće.
16. června 1396 byl jedním ze zakladatelů staré univerzity v Zadaru a stal se jejím rektorem.

## Soukromý život
Jeho synem byl malíř Dominik II. Dračský , který v letech 1435-1445 spolupracoval s dubrovnickým malířem Tomo Prekoturovićem. 